# Philip Stanhope, 4. Earl of Chesterfield

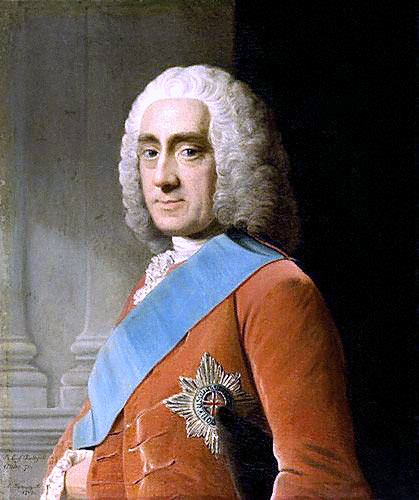
Philip Stanhope, Gemälde von Allan Ramsay, 1765

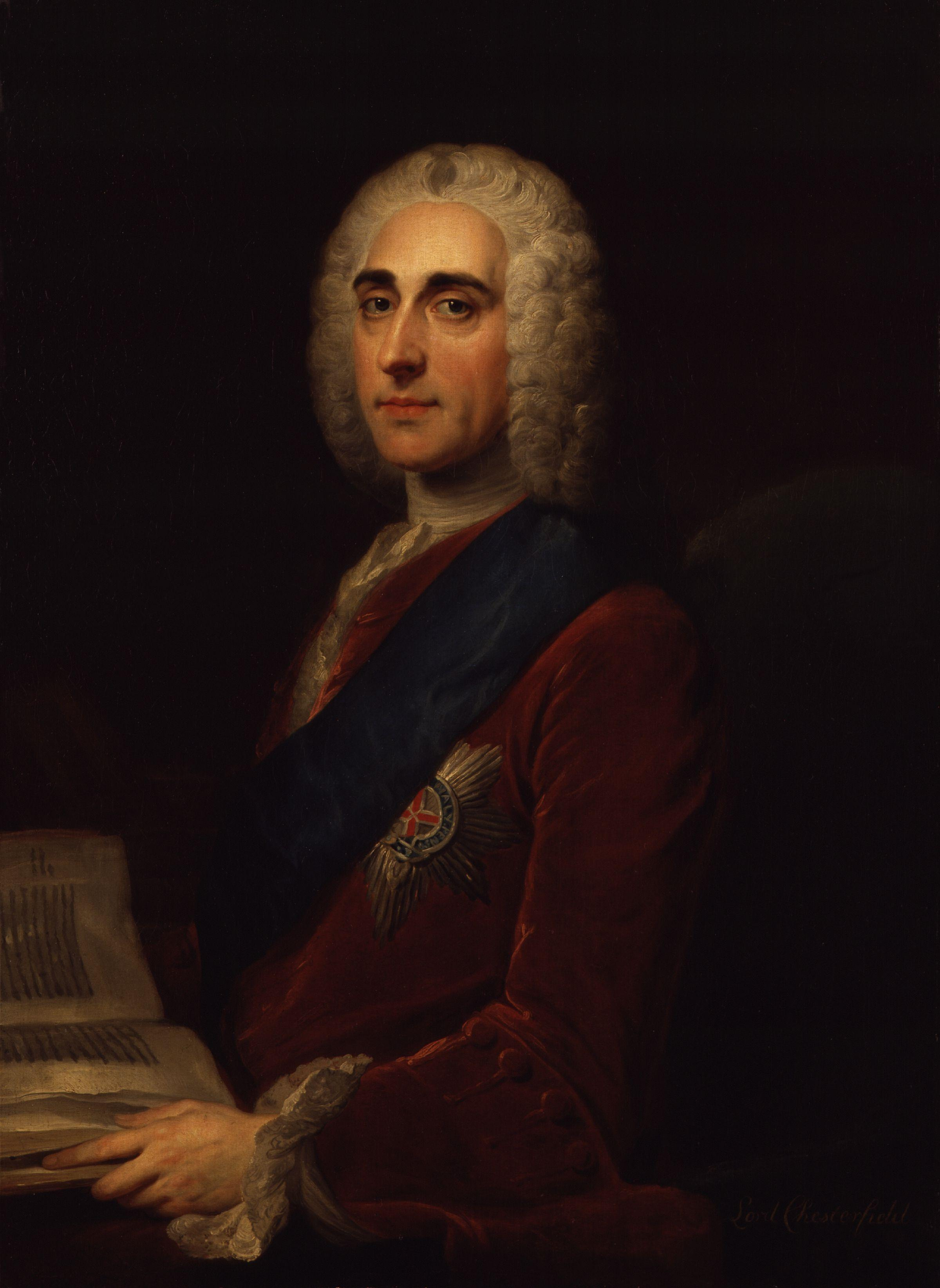
Philip Stanhope, Gemälde von William Hoare

Philip Dormer Stanhope, 4. Earl of Chesterfield  KG PC (* 22. September 1694 in London; † 24. März 1773 ebenda) war ein britischer Staatsmann und Schriftsteller. Bis zum Tod seines Vaters 1726 war er als Lord Stanhope bekannt. Er ist heute vor allem als Schriftsteller bekannt.

## Leben
Stanhope studierte in Cambridge und befand sich auf der Grand Tour in Europa, als die Thronfolge von König Georg I., dessen Minister James Stanhope (1673–1721) ein Verwandter von ihm war, ihn nach England zurückkehren ließ. Dank des Einflusses von James Stanhope wurde er „Gentleman of the Bedchamber“ des Prince of Wales. 1715 wurde er Mitglied des House of Commons (als Anhänger der Whig-Partei), begab sich dann aber wieder auf eine Tour nach Europa, wobei er der britischen Regierung wertvolle Informationen über die Jakobiten in Paris zukommen ließ. Politisch blieb er auch auf Seiten des Prince of Wales, als dieser ernsthafte Konflikte mit seinem Vater bekam, brach aber auch nicht völlig mit der anderen Seite. Er wurde Mitglied des House of Lords und 1728 Botschafter in Den Haag. Dort war er so erfolgreich, dass er (neben der Freundschaft von Robert Walpole) den Hosenbandorden erhielt und „Lord Steward of the Household“ wurde.
Er handelte 1731 den Zweiten Vertrag von Wien aus. Im folgenden Jahr trat er aus Gesundheitsgründen vom Botschafterposten zurück und kehrte nach Großbritannien zurück. Er war danach einer der politischen Führer im Oberhaus, wo er Robert Walpole anfangs unterstützte, dann aber in heftige Opposition zu ihm geriet, nachdem er dessen „Excise Bill“, die Einführung von Verbrauchssteuern auf Tabak und Wein, stoppte. 1733 warf ihn Walpole deshalb aus der Regierung. Seine Opposition zu Walpole hatte wieder seine Gesundheit untergraben, und 1741 besuchte er wieder Europa, sah Voltaire in Brüssel und Montesquieu, Crebillon, Fontenelle und andere in Paris.
Nach dem Sturz Walpoles 1742 blieb er weiter in Opposition zur neuen Regierung unter Carteret und zerstritt sich auch mit Georg II., dem früheren Prince of Wales, gegen den er in der neu gegründeten Zeitung Old England unter dem Pseudonym Jeffrey Broadbottom polemisierte. Sarah Churchill, Duchess of Marlborough, war davon so angetan, dass sie ihm 20.000 Pfund vermachte.
1744 kam die von ihm und William Pitt geführte Koalition an die Macht (Broad Bottom Partei) und Stanhope wurde unter dem Ministerium von Henry Pelham wieder Botschafter in Den Haag. Es gelang ihm, die Niederländer auf Seiten Englands in den Österreichischen Erbfolgekrieg zu ziehen, wofür er zum Lord Lieutenant of Ireland ernannt wurde. In dieser Position blieb er nur ein Jahr, er war aber sehr erfolgreich, ging gegen Ämtermissbrauch vor, entwickelte das Land und trat für eine versöhnliche Haltung gegenüber den Katholiken ein, die es ihm dankten, indem sie sich dem Jakobitenaufstand 1745 in Schottland nicht anschlossen. 1746 wurde er Secretary of State, konnte sich aber nur bis 1748 halten. Er beging den Fehler, sich der Partei der Mätresse des Königs anzuschließen, und zog sich so den Unwillen der Königin zu. Er widmete sich der Schriftstellerei und setzte im Oberhaus 1751 die Annahme des Gregorianischen Kalenders durch (was ihn allerdings beim englischen Volk verhasst machte, das glaubte, „Papisten“ hätten ihnen elf Tage gestohlen).
Seine letzten Jahre verbrachte er zurückgezogen, bei einer Gelegenheit bemerkend „Tyrawley and I have been dead these two years, but we don’t choose to have it known“ (Tyrawley und ich waren diese zwei Jahre tot, zogen es aber vor das für uns zu behalten).

## Schriftsteller
Stanhope ist vor allem für die Briefe an seinen Sohn bekannt, Philip Stanhope (1732–1768), aus einer unehelichen Verbindung mit einer Mademoiselle Du Bouchet. Er schrieb diese Briefe zur Erziehung, als dieser die Westminster School besuchte. Sie sollten ihn auf eine Karriere als Diplomat in der damaligen Zeit vorbereiten und spiegeln entsprechend die Sitten und Moralauffassungen seines Kreises wider. Sein Sohn, in den er große Hoffnungen gesetzt hatte, der ihn aber wegen fehlenden Ehrgeizes enttäuschte, starb schon mit 36 Jahren in Paris, wo er ohne Wissen des Vaters geheiratet hatte und eine Witwe und zwei Söhne hinterließ.
Über die Briefe schrieb Samuel Johnson, der über die mangelnde Unterstützung des als Patrons der Literatur geltenden Chesterfield für sein Wörterbuch verärgert war, seine bekannten Worte, sie würden „die Moral einer Hure und die Manieren eines Tanzlehrers predigen“ („they teach the morals of a whore and the manners of a dancing master“). Bei anderer Gelegenheit meinte er verbittert zu James Boswell, er hätte ihn einst für einen „Lord unter den Geistreichen“ gehalten, erkenne aber nun, dass er nur ein Witz unter den Lords sei („This man (said he) I thought had been a Lord among wits; but I find he is only a wit among Lords!“). Voltaire lobte das Buch als bestes Buch über Erziehung das je geschrieben wurde. Es wurde ein Jahr nach dem Tod von Chesterfield aufgrund der Briefe, die sein Sohn aufbewahrt hatte, gedruckt (Chesterfield selbst hatte dies nicht gewollt und ausdrücklich untersagt).

## Mitgliedschaften
1755 wurde er zum assoziierten Mitglied der Académie des Inscriptions et Belles-Lettres gewählt.

## Privatleben
Stanhope war seit 1733 mit Melusina von der Schulenburg, Countess of Walsingham, einer Tochter von Georg I. mit seiner Maitresse Ehrengard Melusine von der Schulenburg verheiratet. Die Ehe blieb aber kinderlos.
Chesterfield County in Virginia und Chesterfield County in South Carolina sind nach ihm benannt.

## Trivia
Nach dem 4. Lord Chesterfield sind auch die heute noch verbreiteten gleichnamigen Sitzmöbel benannt, die er erstmals bei Robert Adam in Auftrag gegeben hat.

## Schriften
- Chesterfield: Briefe an seinen Sohn Philip Stanhope über die anstrengende Kunst, ein Gentleman zu werden, Herausgeber Friedemann Berger (Auswahl). München, 1984, ISBN 3-406-09485-6
- Philip Dormer Stanhope of Chesterfield: Die Kunst unter Menschen glücklich zu leben. Aus dem Französischen übersetzt von Wilibald Schrettinger. Seidel, München 1802; urn:nbn:de:bvb:12-bsb10040150-0.
- Philip Dormer Stanhope, Earl of Chesterfield: Die Kunst zu gefallen (Übersetzung und Nachwort: Gerhard Vowinckel). Dieterich’sche Verlagsbuchhandlung, Mainz 1992